# Szent Péter és Szent Pál-plébániatemplom (Esztergom)
A Szent Péter és Szent Pál-plébániatemplom, vagy helyi neve alapján belvárosi templom vagy Öregtemplom, az Esztergom belvárosában álló, barokk stílusú, római katolikus és műemlék jellegű épület. Az esztergomi bazilika után ez a város második legnagyobb temploma, Komárom-Esztergom vármegyében pedig a harmadik legnagyobb a bazilika és a tatai Szent Kereszt-templom után. Tornya hetven méter magas.

## Története
A mai belvárosi plébánia ősének a Szent Péter plébániát tekinthetjük, amely már a 13. században is létezett és feltehetően a 17. században pusztult el. Helyén 1699-ben ideiglenes templomot építettek, melynek csupán szentélye volt boltozott, hajóját deszkamennyezet fedte. A templomot a 18. század első felében többször átépítették, azonban a kívánalmaknak még ekkor sem felelt meg. 1756-ban Oratsek Ignác építőmestert bízták meg a mai templom építésével. Barkóczy Ferenc hercegprímás 1762-ben szentelte fel a mai, Szent Péterről és Szent Pálról elnevezett, barokk stílusú templomot. A templom rokokó orgonáját 1789-ben állították fel. Toronysisakja historizáló stílusú, csak a 19. század végén készült, Prokopp János városi mérnök tervei alapján. 1808 és 1818 között itt tett esküt a mindenkori polgármester és a bíró megválasztásuk után. A tetőszerkezet tizenhárom méteres vörösrézsisakjának felújítását 2006-ban végezték, a teljes beruházás 24 millió forintba került. A homlokzat 2007-ben 30 millió forintból újult meg. A helyreállítási munkák során újravakolták a homlokzatot, és a torony díszítőelemeit is renoválták.

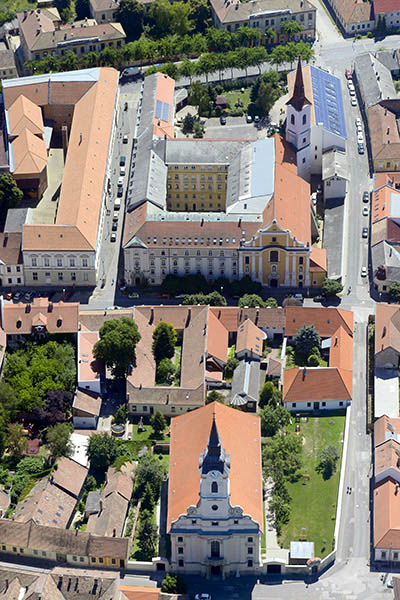
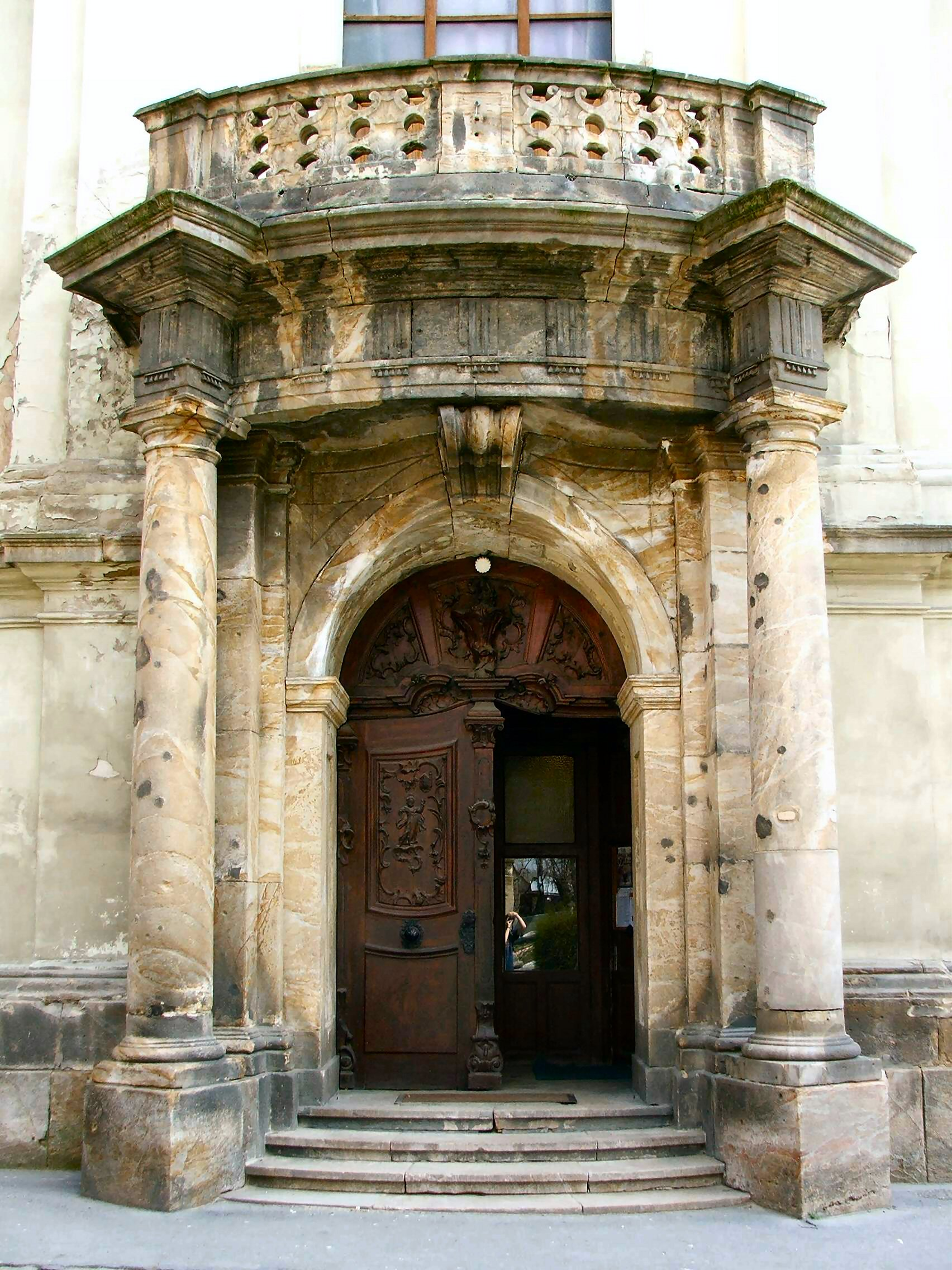
A kapuzat, az oszlopokon nyugvó erkéllyel
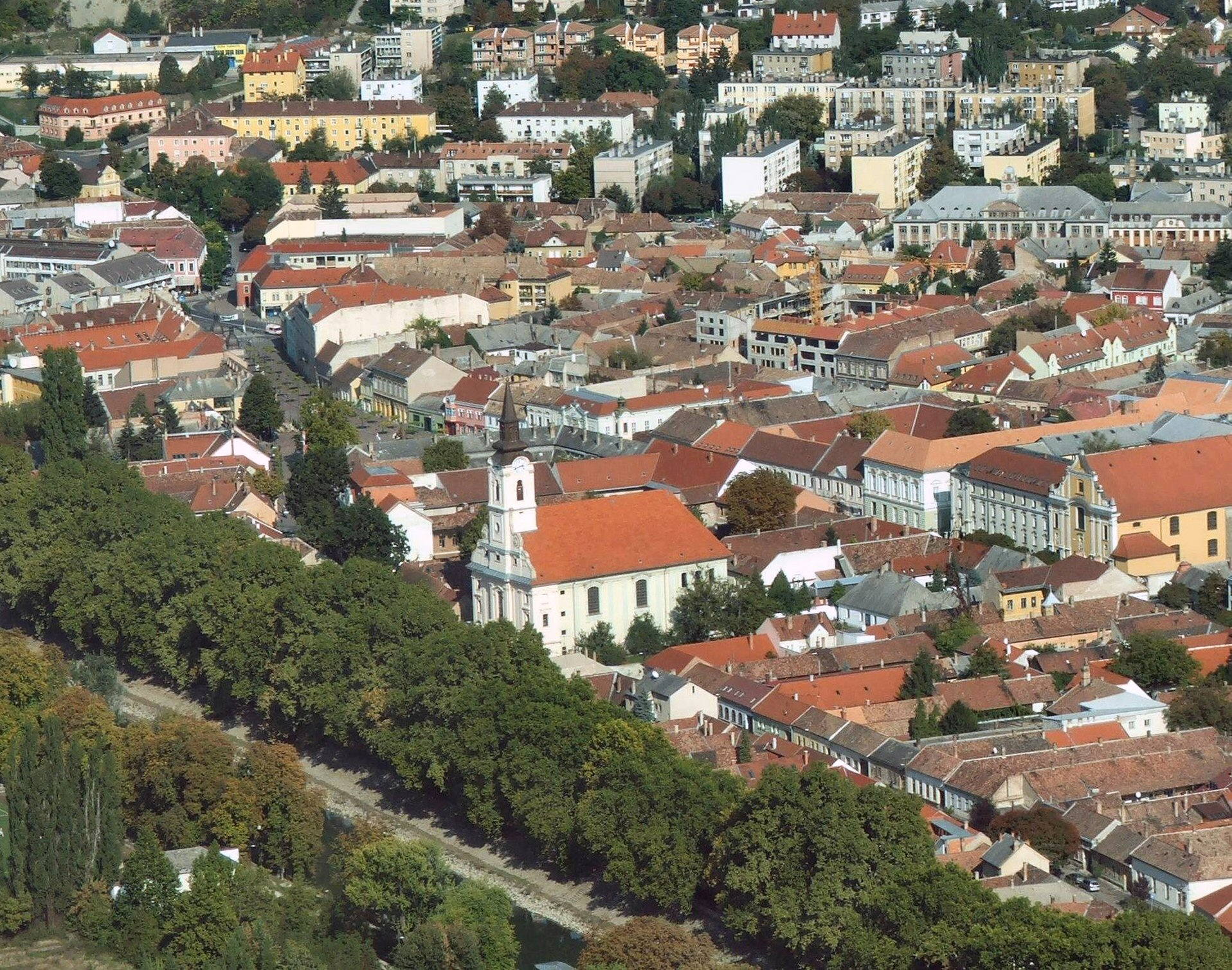
A templom a Kis-Duna partján
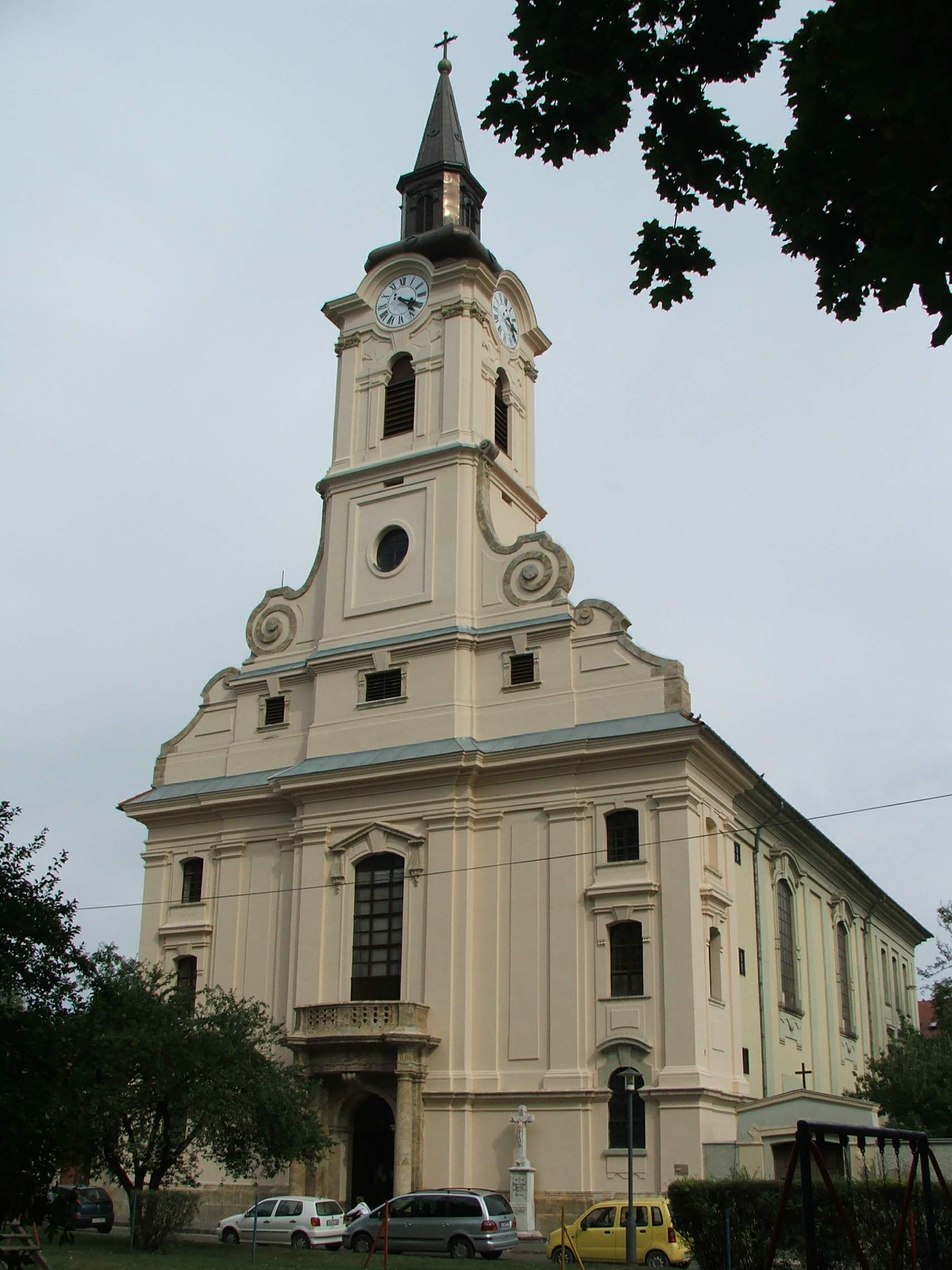
A templom a Pór Antal térről

## Leírása
A templom téglalap alakú, dongaboltozatos. A barokk homlokzatot központi torony koronázza, az ívesen előreugró középrész két-, míg kétoldalt háromszintes. A középrész a gazdag kapuzatot emeli ki, amelyhez íves lépcsők vezetnek fel. Az eredeti tölgyfa ajtószárnyak rokokó keretezésében Szent Péter és Szent Pál apostolok dombormű alakja áll. A rézsűsen állított talapzaton, egy-egy szabadon álló oszlop kíséri az előre ívelő kőkeretes kapuzatot, amely konzolszerűen tartja a felette lévő kőfonatos, hullámíves erkélyt. Ide nyílik a magas üvegezett ajtónyílás, mely felett timpanonra emlékeztető szemöldökpárkány, mellette pedig egy-egy félpillér látható. Az oldalszárnyak három-három egymás feletti ablakát is kettős félpillérek határolják, melyek a széles főpárkányzatot tartják. A főpárkányzat felett található az íves volutákkal szegélyezett oromfal a központi toronnyal. A kétszintes, hetven méter magas óratornyot a többszörös csigavonalban tekeredő voluta kapcsolja az oromzathoz, amelyen egy-egy szárnyas angyal kőszobra áll. A templom hajója széles, három szakaszos, viszonylag rövid, oldalt a hajóval azonos magasságú két-két kápolna nyílik belőle.
A belső teret páros hevederív osztja két részre, melyek az íves párkányzatra futnak. A mellékoltárok fülkéit ugyanilyen hevederívek kötik a hajóhoz. A szentély két oldalán egy-egy ajtó vezet a két sekrestyébe, melyek felett kétszintes oratóriumok kaptak helyet. A szentélykupola freskója, amely Szent Pál lefejezését ábrázolja, 1778-ban készült. A Szent Pétert és Szent Pált ábrázoló főoltárképet, Vaszary János művét Vaszary Kolos hercegprimás adományozta a templomnak 1896-ban. Az orgona alatt a bejárat két oldalán egy-egy kápolna nyílik. A bal oldaliban az oltáron rokokó Mária-szobor áll, a jobb oldaliban a 20. századból származó Szent Rita-oltár áll. A templom barokk padjai eredetiek, 1762-ből.
A barokk főoltár helyébe 1900-ban márvány főoltárt emeltek, amelynek alkotója Kiss György. A magyar szentek szobrai díszítik. A káprázatos barokk szószék Bebo Károly budai szobrász műve 1762-63-ból. 
Az elmúlt évtizedekben került sor a belső festésre, és a tetőszerkezetet is helyreállították. 
A korábbi templom déli oldalát 1723-ban bekerítették, a kerítésfalba építészeti kerettel Nepomuki Szent János barokk kőszobrát helyezték.
Plébániaháza a Bottyán János utcában található, és 1784-ből származik. Oldalfalán emléktábla örökíti meg, hogy 1882-ben e plébánián működött káplánként Prohászka Ottokár.
A plébánia területéhez tartozik még a belvárosi ferences templom, a Jó Pásztor-kápolna, a Missió-kápolna, a belvárosi temetőben álló Kálvária-kápolna és az egykori szegényház fogadalmi kápolnája a Terézia utcában. A plébánia lakosainak száma 4000 fő, a hívek száma 3500 fő.

## Külső hivatkozások
- A Belvárosi plébániatemplom a templom.hu-n